# Костава, Владимир Етифанович
Владимир Етифанович Костава (1908 год, село Кончкати, Гурийский уезд, Кутаисская губерния, Российская империя — неизвестно, село Кончкати, Махарадзевский район, Грузинская ССР) — председатель колхоза имени Чарквиани Кончкатского сельсовета Махарадзевского района, Грузинская ССР. Герой Социалистического Труда (1951).

## Биография
Родился в 1908 году в крестьянской семье в селе Кончкати Озургетского уезда. С раннего возраста трудился в сельском хозяйстве. С начала 1930-х годов участвовал в колхозном движении и вскоре возглавил колхоз имени Чарквиани Махарадзевского района. За выдающиеся трудовые показатели во время Великой Отечественной войны был награждён Орденом Трудового Красного Знамени и боевой медалью «За оборону Кавказа».
В послевоенные годы за короткое время вывел колхозное производство на довоенный уровень. За успешное выполнение планов по сдаче колхозом чайного листа по итогам 1947 года награждён вторым Орденом Трудового Красного Знамени и в по итогам 1948 года — Орденом Ленина. В 1950 году колхоз сдал государству в среднем с каждого гектара по 5023 килограмма сортового зелёного чайного листа на участке площадью 51 гектара. Указом Президиума Верховного Совета СССР от 5 июля 1951 года удостоен звания Героя Социалистического Труда за «получение в 1950 году высоких урожаев сортового зелёного чайного листа» с вручением ордена Ленина и золотой медали «Серп и Молот» (№ 6621).
Этим же Указом званием Героя Социалистического Труда были также награждены колхозный агроном Владимир Гигоевич Тугуши и колхозница Циала Забиловна Готуа.
После выхода на пенсию проживал в родном селе Кончкати Махарадзевского района (сегодня — Озургетский муниципалитет). Дата смерти не установлена.
Награды
- Герой Социалистического Труда
- Орден Ленина — дважды (29.08.1949; 1951)
- Орден Трудового Красного Знамени — дважды (24.02.1946; 21.02.1948)
- Медаль «За трудовую доблесть» (07.01.1944)
- Медаль «За оборону Кавказа» (01.05.1944)